# 15353 Meucci
15353 Meucci è un asteroide della fascia principale. Scoperto nel 1994, presenta un'orbita caratterizzata da un semiasse maggiore pari a 2,3191617 UA e da un'eccentricità di 0,2038795, inclinata di 4,22778° rispetto all'eclittica.
Il nome ricorda Antonio Meucci, celeberrimo inventore del telefono-